# Södertälje Fotbollsarena
Le Södertälje Fotbollsarena est un stade multifonction situé à Södertälje en Suède.
Il est actuellement utilisé la plupart du temps pour des matchs de football. Les clubs d'Assyriska Föreningen et du Syrianska FC jouent leurs matchs dans ce stade.
Le stade a une capacité de 6 400 personnes et a été construit en 2005.